# Игры исламской солидарности 2017
IV Игры исламской солидарности (азерб. 4-cü İslam Həmrəylik Oyunları), известные также как Исламиада-2017, были проведены в столице Азербайджана, городе Баку. Церемония открытия игр состоялась 12 мая 2017 года, а церемония закрытия состоялась 22 мая.

## Выбор места проведения
Решение о проведении IV Исламских игр солидарности в столице Азербайджана — Баку, было принято 24 июля 2013 года в городе Джидда Саудовской Аравии на VIII отчётно-выборочной Генеральной ассамблеи Спортивной федерации исламской солидарности (СФИС). В рамках Генассамблеи прошла также презентация книги «Баку-2017», включающей разделы по концепции игр, а также обзор ряда вопросов.

## Организация

### Организационный комитет
Указом президента Азербайджана Ильхама Алиева от 18 сентября 2015 года был создан Организационный комитет по проведению IV Игр исламской солидарности в Баку. Председателем Организационного комитета была назначена член Исполнительного комитета Национального олимпийского комитета Азербайджанской Республики Мехрибан Алиева.

### Билеты
Билеты на соревнования IV Игр исламской солидарности поступили в продажу 19 марта 2017 года. Их можно приобрести как на официальном сайте Игр (baku2017.com), так и в 12 пунктах продажи города (торговых центрах «Парк Бульвар», «Гянджлик Молл», «28 Молл» и пр.), а также в киосках 16 спортивных объектах, где будут проходить соревнования.
Цена билетов на все 190 спортивных соревнований разнится от 2 до 5 манатов. Детям же в возрасте от двух до 16 лет вход на соревнования в Спортивно-концертный комплекс имени Гейдара Алиева, Национальную арену гимнастики и на Республиканский стадион имени Тофика Бахрамова стоит один манат, а на остальные арены является бесплатным. Цена же билетов на церемонию открытия разнится от 20 до 200 манатов, а церемонию закрытия от 10 до 100 манатов.

### Волонтёры
К Играм было привлечено около 8 тысяч волонтёров. Регистрация волонтёров началась в ноябре 2016 года. Для того, чтобы стать волонтёром Игр зарегистрировавшийся должен будет пройти собеседование и принять участие в специальных тренингах.

### Водное путешествие
5 апреля 2017 года в Музее каменной летописи в Баку стартовало «Водное путешествие IV Игр исламской солидарности», начинающееся на Каспийском море и охватывающее более 15 городов Азербайджана, пять озёр, одно водохранилище, три реки, один родник (Зор, впадающий в озеро Батабат в Шахбузском районе), три водопада страны и Каспийское море. Вдоль всего водного путешествия дети в сопровождении двух атлетов набирают в медную посуду воду из этих водоёмов. Вся эта вода, а также вода, которую президент Ильхам Алиев зачерпнул в Каспийском море, будут представлены на церемонии открытия Игр. Путешествие продлится 37 дня и завершится 12 мая на церемонии открытия.

### Критика
Начиная с 12 мая 2017 года в республике были заблокированы и недоступны вплоть до 4 июня 2017 голосовые звонки в популярных мессенджерах (Skype, WhatsApp, Telegram и т.д.), а также оппозиционные к правящему режиму независимые новостные сайты.

## Символы

### Логотип и лозунг Игр
Предварительный логотип и лозунг Исламиады-2017 был подготовлен организационным комитетом в мае 2013 года. Предварительный лозунг игр: «Солидарность — наша сила». В предварительном логотипе же были использованы национальные орнаменты и цвета флага Азербайджана.
12 мая 2016 года был представлен новый логотип и бренд Игр. Логотип, который создали азербайджанские дизайнеры, отражает историю, наследие и культуру исламских государств. Основной же темой бренда мероприятия является «современное ковроткачество сквозь призму присущих большинству исламских государств богатых культурных традиций». Сами элементы бренда символизируют элементы азербайджанского ковроткачества и наскальную живопись Гобустана.

### Талисманы
13 февраля 2017 года Организационный комитет Игр исламской солидарности представил талисманы (маскоты) Игр. Ими стали карабахские скакуны Инджа (İncə), олицетворяющая красоту и нежность, и Джасур (Cəsur), отличающийся свободолюбием и уверенностью в себе.

### Медали
Медали Игр были представлены 7 апреля 2017 года. Медали изготовлены в Азербайджане. В центре на фоне традиционных узоров азербайджанских ковров написано «Baku 2017» а на обратной стороне — запечатлена эмблема Спортивной Федерации Исламской Солидарности (ISSF).

## Церемония открытия
Тематикой церемонии открытия Игр стала история исламского мира.

## Расписание
В спортивную программу Игр включены 20 видов спорта: лёгкая атлетика (включающая также соревнования среди параатлетов), прыжки в воду, плавание, водное поло, баскетбол 3х3, футбол, художественная и спортивная гимнастика, ушу, настольный теннис, гандбол, дзюдо (включающая также соревнования среди парадзюдоистов), греко-римская и вольная борьба, стрельба, теннис, волейбол, бокс, зорхана, каратэ, тхэквондо и тяжелая атлетика.
| ЦО | Церемония открытия | ● | Квалификация соревнований | 1 | Финалы соревнований | ЦЗ | Церемония закрытия |

| Май                       | 11 Чтв | 12 Пят | 13 Суб | 14 Вск | 15 Пнд | 16 Втр | 17 Срд | 18 Чтв | 19 Пят | 20 Суб | 21 Вск | 22 Пнд | Золотые медали |
| ------------------------- | ------ | ------ | ------ | ------ | ------ | ------ | ------ | ------ | ------ | ------ | ------ | ------ | -------------- |
| Церемонии                 | ЦО     |        |        |        |        |        |        |        |        |        | ЦЗ     |        |                |
| Баскетбол 3×3             |        |        |        |        |        | ●      | ●      | ●      | ●      | 2      |        |        | 2              |
| Бокс                      |        | ●      | ●      | ●      | ●      | ●      | ●      | 5      | 5      |        |        |        | 10             |
| Борьба                    |        |        |        |        |        |        | 4      | 4      | 4      | 4      | 4      | 4      | 24             |
| Водное поло               |        |        | ●      | ●      | ●      | ●      | ●      | 1      |        |        |        |        | 1              |
| Волейбол                  |        | ●      | ●      | ●      | ●      | ●      | ●      | ●      | ●      | 1      | 1      |        | 2              |
| Гандбол                   |        |        |        |        |        |        | ●      | ●      | ●      | ●      | ●      | 2      | 2              |
| Дзюдо                     |        |        | 5      | 5      | 4      |        |        |        |        |        |        |        | 14             |
| Зорхана                   |        |        |        |        |        |        |        |        |        | ●      | 2      | 2      | 4              |
| Карате                    |        |        | 8      | 7      |        |        |        |        |        |        |        |        | 15             |
| Лёгкая атлетика           |        |        |        |        |        | 8      | 10     | 8      | 8      | 8      |        |        | 42             |
| Плавание                  |        |        |        |        |        |        | 7      | 8      | 9      | 7      | 11     |        | 42             |
| Прыжки в воду             |        |        | 2      | 2      | 2      | 2      |        |        |        |        |        |        | 8              |
| Настольный теннис         |        | ●      | 2      | ●      | 2      |        |        |        |        |        |        |        | 4              |
| Спортивная гимнастика     |        | ●      | ●      | 4      | 10     |        |        |        |        |        |        |        | 14             |
| Стрельба                  |        | ●      | 3      | 3      | 2      | 3      | 3      | 3      | 3      |        |        |        | 20             |
| Теннис                    |        |        | ●      | ●      | ●      | ●      | ●      | 3      | 3      |        |        |        | 6              |
| Тхэквондо                 |        |        |        |        |        |        | 2      | 2      | 2      | 2      |        |        | 8              |
| Тяжёлая атлетика          |        |        | 3      | 3      | 3      | 3      | 3      |        |        |        |        |        | 15             |
| Ушу                       |        |        |        |        |        |        |        |        | ●      | ●      | 10     | 10     | 20             |
| Футбол                    | ●      |        | ●      |        | ●      |        | ●      |        | ●      |        | 1      |        | 1              |
| Художественная гимнастика |        |        |        |        | ●      | 2      | 6      |        |        |        |        |        | 8              |
| Всего                     | 0      | 0      | 23     | 24     | 23     | 18     | 35     | 34     | 34     | 24     | 29     | 18     | 262            |

## Страны-участницы
На Исламских играх солидарности 2017 года приняли участие спортсмены из всех 57 стран, входящих в Спортивную федерацию исламской солидарности (СФИС). Однако, спортсмены из Кувейта, отстраненного в октябре 2015 года от участия во всех соревнованиях со стороны МОК, приняли участие на Играх под флагом СФИС. По словам министра спорта Азербайджана Азада Рагимова в Баку ожидалось прибытие около 3000-3500 спортсменов.
В списке ниже приведены участвовавшие на Играх страны:
- Азербайджан
- Албания
- Алжир
- Афганистан
- Бангладеш
- Бахрейн
- Бенин
- Бруней
- Буркина-Фасо
- Габон
- Гайана
- Гамбия
- Гвинея
- Гвинея-Бисау
- Джибути
- Египет
- Иордания
- Индонезия
- Ирак
- Иран
- Йемен
- Казахстан
- Камерун
- Катар
- Кыргызстан
- Коморы
- Кот-д’Ивуар
- Ливан
- Ливия
- Мавритания
- Малайзия
- Мали
- Мальдивы
- Марокко
- Мозамбик
- Нигерия
- Нигер
- ОАЭ
- Оман
- Пакистан
- Государство Палестина
- Саудовская Аравия
- Сенегал
- Сирия
- Сомали
- Судан
- Суринам
- Сьерра-Леоне
- Таджикистан
- Тунис
- Туркменистан
- Турция
- Того
- Уганда
- Узбекистан[20]
- Чад
- Независимые спортсмены ISSF

## Медальный зачёт
По окончании соревнований страны расположились в таблице следующим образом:
| Место | Страна            | Золото | Серебро | Бронза | Всего |
| ----- | ----------------- | ------ | ------- | ------ | ----- |
| 1     | Азербайджан       | 75     | 50      | 37     | 162   |
| 2     | Турция            | 71     | 67      | 57     | 195   |
| 3     | Иран              | 39     | 26      | 33     | 98    |
| 4     | Узбекистан        | 15     | 17      | 31     | 63    |
| 5     | Бахрейн           | 12     | 5       | 4      | 21    |
| 6     | Алжир             | 7      | 12      | 21     | 40    |
| 7     | Марокко           | 7      | 5       | 15     | 27    |
| 8     | Индонезия         | 6      | 18      | 18     | 42    |
| 9     | Египет            | 6      | 5       | 7      | 18    |
| 10    | Кыргызстан        | 4      | 5       | 8      | 17    |
| 11    | Саудовская Аравия | 4      | 6       | 1      | 11    |
| 12    | Иордания          | 3      | 1       | 11     | 15    |
| 13    | Ирак              | 2      | 7       | 5      | 14    |
| 14    | Казахстан         | 2      | 5       | 12     | 19    |
| 15    | Туркменистан      | 2      | 4       | 7      | 13    |
| 16    | Катар             | 2      | 3       | 7      | 12    |
| 17    | Нигерия           | 2      | 3       | 1      | 6     |
| 18    | Сирия             | 2      | 2       | 6      | 10    |
| 19    | Тунис             | 1      | 3       | 8      | 12    |
| 20    | Камерун           | 1      | 2       | 6      | 9     |
| 21    | Бангладеш         | 1      | 1       | 1      | 3     |
| 21    | Сенегал           | 1      | 1       | 1      | 3     |
| 23    | Гамбия            | 1      | 1       | 0      | 2     |
| 24    | Бенин             | 1      | 0       | 1      | 2     |
| 24    | Гвинея-Бисау      | 1      | 0       | 1      | 2     |
| 24    | Мозамбик          | 1      | 0       | 1      | 2     |
| 27    | Пакистан          | 0      | 3       | 9      | 12    |
| 28    | Оман              | 0      | 3       | 4      | 7     |
| 29    | ОАЭ               | 0      | 1       | 3      | 4     |
| 30    | Гайана            | 0      | 1       | 2      | 3     |
| 30    | Суринам           | 0      | 1       | 2      | 3     |
| 32    | Джибути           | 0      | 1       | 1      | 2     |
| 33    | Мали              | 0      | 1       | 0      | 1     |
| 33    | Уганда            | 0      | 1       | 0      | 1     |
| 35    | Афганистан        | 0      | 0       | 6      | 6     |
| 36    | Кот-д’Ивуар       | 0      | 0       | 4      | 4     |
| 36    | Таджикистан       | 0      | 0       | 4      | 4     |
| 38    | Малайзия          | 0      | 0       | 2      | 2     |
| 38    | Йемен             | 0      | 0       | 2      | 2     |
| 40    | Ливан             | 0      | 0       | 1      | 1     |
| Всего |                   |        |         |        |       |

## Спортивные объекты
По словам министра молодёжи и спорта Азербайджана Азада Рагимова для Исламских игр солидарности не было построено ни одной новой спортивной арены. Сами соревнования прошли на 16 спортивных аренах. Помимо некоторых объектов, использованных во время I Европейских игр, были использованы комплекс «Серхедчи», Бакинская теннисная академия, Центр тяжелой атлетики в Шувеляне, стадион «Далга Арена».
| Баку                                            | Баку | Баку | Баку | Баку                       |
| Олимпийский стадион                             | Стадион имени Тофика Бахрамова | Спортивная арена имени Гейдара Алиева | Гимнастическая арена | Дворец спорта              |
| ----------------------------------------------- | --- | --- | --- | -------------------------- |
| Церемонии открытия и закрытия, Лёгкая атлетика  | Футбол | Борьба, Дзюдо | Художественная гимнастика, Спортивная гимнастика | Карате, Тхэквондо, Ушу     |
| Вместимость: 68 000                             | Вместимость: 31 200 | Вместимость: 6 000 | Вместимость: 6 500 | Вместимость: 2 000         |
|                                                 | | | |                            |
| Baku Crystal Hall                               | Стадион имени Тофика Бахрамова Спортивная арена имени Гейдара Алиева Гимнастическая арена Baku Crystal Hall Дворец спорта Олимпийский стадион Дворец водных видов спорта Арена водного поло Баскетбольная арена Теннисная академия СерхедчиОбъекты в пределах центра города Академия тяжёлой · атлетики Далга Арена Стрелковая арена Азал Арена Баил АренаОбъекты за пределами центра города | Стадион имени Тофика Бахрамова Спортивная арена имени Гейдара Алиева Гимнастическая арена Baku Crystal Hall Дворец спорта Олимпийский стадион Дворец водных видов спорта Арена водного поло Баскетбольная арена Теннисная академия СерхедчиОбъекты в пределах центра города Академия тяжёлой · атлетики Далга Арена Стрелковая арена Азал Арена Баил АренаОбъекты за пределами центра города | Стадион имени Тофика Бахрамова Спортивная арена имени Гейдара Алиева Гимнастическая арена Baku Crystal Hall Дворец спорта Олимпийский стадион Дворец водных видов спорта Арена водного поло Баскетбольная арена Теннисная академия СерхедчиОбъекты в пределах центра города Академия тяжёлой · атлетики Далга Арена Стрелковая арена Азал Арена Баил АренаОбъекты за пределами центра города | Дворец водных видов спорта |
| Волейбол (зал 1), Бокс (зал 2), Зорхана (зал 2) | Стадион имени Тофика Бахрамова Спортивная арена имени Гейдара Алиева Гимнастическая арена Baku Crystal Hall Дворец спорта Олимпийский стадион Дворец водных видов спорта Арена водного поло Баскетбольная арена Теннисная академия СерхедчиОбъекты в пределах центра города Академия тяжёлой · атлетики Далга Арена Стрелковая арена Азал Арена Баил АренаОбъекты за пределами центра города | Стадион имени Тофика Бахрамова Спортивная арена имени Гейдара Алиева Гимнастическая арена Baku Crystal Hall Дворец спорта Олимпийский стадион Дворец водных видов спорта Арена водного поло Баскетбольная арена Теннисная академия СерхедчиОбъекты в пределах центра города Академия тяжёлой · атлетики Далга Арена Стрелковая арена Азал Арена Баил АренаОбъекты за пределами центра города | Стадион имени Тофика Бахрамова Спортивная арена имени Гейдара Алиева Гимнастическая арена Baku Crystal Hall Дворец спорта Олимпийский стадион Дворец водных видов спорта Арена водного поло Баскетбольная арена Теннисная академия СерхедчиОбъекты в пределах центра города Академия тяжёлой · атлетики Далга Арена Стрелковая арена Азал Арена Баил АренаОбъекты за пределами центра города | Плавание, Прыжки в воду    |
| Вместимость: 6 000 (зал 1), 2300 (зал 2)        | Стадион имени Тофика Бахрамова Спортивная арена имени Гейдара Алиева Гимнастическая арена Baku Crystal Hall Дворец спорта Олимпийский стадион Дворец водных видов спорта Арена водного поло Баскетбольная арена Теннисная академия СерхедчиОбъекты в пределах центра города Академия тяжёлой · атлетики Далга Арена Стрелковая арена Азал Арена Баил АренаОбъекты за пределами центра города | Стадион имени Тофика Бахрамова Спортивная арена имени Гейдара Алиева Гимнастическая арена Baku Crystal Hall Дворец спорта Олимпийский стадион Дворец водных видов спорта Арена водного поло Баскетбольная арена Теннисная академия СерхедчиОбъекты в пределах центра города Академия тяжёлой · атлетики Далга Арена Стрелковая арена Азал Арена Баил АренаОбъекты за пределами центра города | Стадион имени Тофика Бахрамова Спортивная арена имени Гейдара Алиева Гимнастическая арена Baku Crystal Hall Дворец спорта Олимпийский стадион Дворец водных видов спорта Арена водного поло Баскетбольная арена Теннисная академия СерхедчиОбъекты в пределах центра города Академия тяжёлой · атлетики Далга Арена Стрелковая арена Азал Арена Баил АренаОбъекты за пределами центра города | Вместимость: 6 000         |
|                                                 | Стадион имени Тофика Бахрамова Спортивная арена имени Гейдара Алиева Гимнастическая арена Baku Crystal Hall Дворец спорта Олимпийский стадион Дворец водных видов спорта Арена водного поло Баскетбольная арена Теннисная академия СерхедчиОбъекты в пределах центра города Академия тяжёлой · атлетики Далга Арена Стрелковая арена Азал Арена Баил АренаОбъекты за пределами центра города | Стадион имени Тофика Бахрамова Спортивная арена имени Гейдара Алиева Гимнастическая арена Baku Crystal Hall Дворец спорта Олимпийский стадион Дворец водных видов спорта Арена водного поло Баскетбольная арена Теннисная академия СерхедчиОбъекты в пределах центра города Академия тяжёлой · атлетики Далга Арена Стрелковая арена Азал Арена Баил АренаОбъекты за пределами центра города | Стадион имени Тофика Бахрамова Спортивная арена имени Гейдара Алиева Гимнастическая арена Baku Crystal Hall Дворец спорта Олимпийский стадион Дворец водных видов спорта Арена водного поло Баскетбольная арена Теннисная академия СерхедчиОбъекты в пределах центра города Академия тяжёлой · атлетики Далга Арена Стрелковая арена Азал Арена Баил АренаОбъекты за пределами центра города |                            |
| Арена водного поло                              | Стадион имени Тофика Бахрамова Спортивная арена имени Гейдара Алиева Гимнастическая арена Baku Crystal Hall Дворец спорта Олимпийский стадион Дворец водных видов спорта Арена водного поло Баскетбольная арена Теннисная академия СерхедчиОбъекты в пределах центра города Академия тяжёлой · атлетики Далга Арена Стрелковая арена Азал Арена Баил АренаОбъекты за пределами центра города | Стадион имени Тофика Бахрамова Спортивная арена имени Гейдара Алиева Гимнастическая арена Baku Crystal Hall Дворец спорта Олимпийский стадион Дворец водных видов спорта Арена водного поло Баскетбольная арена Теннисная академия СерхедчиОбъекты в пределах центра города Академия тяжёлой · атлетики Далга Арена Стрелковая арена Азал Арена Баил АренаОбъекты за пределами центра города | Стадион имени Тофика Бахрамова Спортивная арена имени Гейдара Алиева Гимнастическая арена Baku Crystal Hall Дворец спорта Олимпийский стадион Дворец водных видов спорта Арена водного поло Баскетбольная арена Теннисная академия СерхедчиОбъекты в пределах центра города Академия тяжёлой · атлетики Далга Арена Стрелковая арена Азал Арена Баил АренаОбъекты за пределами центра города | Баил Арена                 |
| Водное поло                                     | Стадион имени Тофика Бахрамова Спортивная арена имени Гейдара Алиева Гимнастическая арена Baku Crystal Hall Дворец спорта Олимпийский стадион Дворец водных видов спорта Арена водного поло Баскетбольная арена Теннисная академия СерхедчиОбъекты в пределах центра города Академия тяжёлой · атлетики Далга Арена Стрелковая арена Азал Арена Баил АренаОбъекты за пределами центра города | Стадион имени Тофика Бахрамова Спортивная арена имени Гейдара Алиева Гимнастическая арена Baku Crystal Hall Дворец спорта Олимпийский стадион Дворец водных видов спорта Арена водного поло Баскетбольная арена Теннисная академия СерхедчиОбъекты в пределах центра города Академия тяжёлой · атлетики Далга Арена Стрелковая арена Азал Арена Баил АренаОбъекты за пределами центра города | Стадион имени Тофика Бахрамова Спортивная арена имени Гейдара Алиева Гимнастическая арена Baku Crystal Hall Дворец спорта Олимпийский стадион Дворец водных видов спорта Арена водного поло Баскетбольная арена Теннисная академия СерхедчиОбъекты в пределах центра города Академия тяжёлой · атлетики Далга Арена Стрелковая арена Азал Арена Баил АренаОбъекты за пределами центра города | Футбол                     |
| Вместимость: 2 000                              | Стадион имени Тофика Бахрамова Спортивная арена имени Гейдара Алиева Гимнастическая арена Baku Crystal Hall Дворец спорта Олимпийский стадион Дворец водных видов спорта Арена водного поло Баскетбольная арена Теннисная академия СерхедчиОбъекты в пределах центра города Академия тяжёлой · атлетики Далга Арена Стрелковая арена Азал Арена Баил АренаОбъекты за пределами центра города | Стадион имени Тофика Бахрамова Спортивная арена имени Гейдара Алиева Гимнастическая арена Baku Crystal Hall Дворец спорта Олимпийский стадион Дворец водных видов спорта Арена водного поло Баскетбольная арена Теннисная академия СерхедчиОбъекты в пределах центра города Академия тяжёлой · атлетики Далга Арена Стрелковая арена Азал Арена Баил АренаОбъекты за пределами центра города | Стадион имени Тофика Бахрамова Спортивная арена имени Гейдара Алиева Гимнастическая арена Baku Crystal Hall Дворец спорта Олимпийский стадион Дворец водных видов спорта Арена водного поло Баскетбольная арена Теннисная академия СерхедчиОбъекты в пределах центра города Академия тяжёлой · атлетики Далга Арена Стрелковая арена Азал Арена Баил АренаОбъекты за пределами центра города | Вместимость: 1 100         |
|                                                 | Стадион имени Тофика Бахрамова Спортивная арена имени Гейдара Алиева Гимнастическая арена Baku Crystal Hall Дворец спорта Олимпийский стадион Дворец водных видов спорта Арена водного поло Баскетбольная арена Теннисная академия СерхедчиОбъекты в пределах центра города Академия тяжёлой · атлетики Далга Арена Стрелковая арена Азал Арена Баил АренаОбъекты за пределами центра города | Стадион имени Тофика Бахрамова Спортивная арена имени Гейдара Алиева Гимнастическая арена Baku Crystal Hall Дворец спорта Олимпийский стадион Дворец водных видов спорта Арена водного поло Баскетбольная арена Теннисная академия СерхедчиОбъекты в пределах центра города Академия тяжёлой · атлетики Далга Арена Стрелковая арена Азал Арена Баил АренаОбъекты за пределами центра города | Стадион имени Тофика Бахрамова Спортивная арена имени Гейдара Алиева Гимнастическая арена Baku Crystal Hall Дворец спорта Олимпийский стадион Дворец водных видов спорта Арена водного поло Баскетбольная арена Теннисная академия СерхедчиОбъекты в пределах центра города Академия тяжёлой · атлетики Далга Арена Стрелковая арена Азал Арена Баил АренаОбъекты за пределами центра города |                            |
| Баскетбольная арена                             | Стадион имени Тофика Бахрамова Спортивная арена имени Гейдара Алиева Гимнастическая арена Baku Crystal Hall Дворец спорта Олимпийский стадион Дворец водных видов спорта Арена водного поло Баскетбольная арена Теннисная академия СерхедчиОбъекты в пределах центра города Академия тяжёлой · атлетики Далга Арена Стрелковая арена Азал Арена Баил АренаОбъекты за пределами центра города | Стадион имени Тофика Бахрамова Спортивная арена имени Гейдара Алиева Гимнастическая арена Baku Crystal Hall Дворец спорта Олимпийский стадион Дворец водных видов спорта Арена водного поло Баскетбольная арена Теннисная академия СерхедчиОбъекты в пределах центра города Академия тяжёлой · атлетики Далга Арена Стрелковая арена Азал Арена Баил АренаОбъекты за пределами центра города | Стадион имени Тофика Бахрамова Спортивная арена имени Гейдара Алиева Гимнастическая арена Baku Crystal Hall Дворец спорта Олимпийский стадион Дворец водных видов спорта Арена водного поло Баскетбольная арена Теннисная академия СерхедчиОбъекты в пределах центра города Академия тяжёлой · атлетики Далга Арена Стрелковая арена Азал Арена Баил АренаОбъекты за пределами центра города | Стрелковая арена           |
| Баскетбол 3x3                                   | Стадион имени Тофика Бахрамова Спортивная арена имени Гейдара Алиева Гимнастическая арена Baku Crystal Hall Дворец спорта Олимпийский стадион Дворец водных видов спорта Арена водного поло Баскетбольная арена Теннисная академия СерхедчиОбъекты в пределах центра города Академия тяжёлой · атлетики Далга Арена Стрелковая арена Азал Арена Баил АренаОбъекты за пределами центра города | Стадион имени Тофика Бахрамова Спортивная арена имени Гейдара Алиева Гимнастическая арена Baku Crystal Hall Дворец спорта Олимпийский стадион Дворец водных видов спорта Арена водного поло Баскетбольная арена Теннисная академия СерхедчиОбъекты в пределах центра города Академия тяжёлой · атлетики Далга Арена Стрелковая арена Азал Арена Баил АренаОбъекты за пределами центра города | Стадион имени Тофика Бахрамова Спортивная арена имени Гейдара Алиева Гимнастическая арена Baku Crystal Hall Дворец спорта Олимпийский стадион Дворец водных видов спорта Арена водного поло Баскетбольная арена Теннисная академия СерхедчиОбъекты в пределах центра города Академия тяжёлой · атлетики Далга Арена Стрелковая арена Азал Арена Баил АренаОбъекты за пределами центра города | Стрельба                   |
| Вместимость: 2 000                              | Стадион имени Тофика Бахрамова Спортивная арена имени Гейдара Алиева Гимнастическая арена Baku Crystal Hall Дворец спорта Олимпийский стадион Дворец водных видов спорта Арена водного поло Баскетбольная арена Теннисная академия СерхедчиОбъекты в пределах центра города Академия тяжёлой · атлетики Далга Арена Стрелковая арена Азал Арена Баил АренаОбъекты за пределами центра города | Стадион имени Тофика Бахрамова Спортивная арена имени Гейдара Алиева Гимнастическая арена Baku Crystal Hall Дворец спорта Олимпийский стадион Дворец водных видов спорта Арена водного поло Баскетбольная арена Теннисная академия СерхедчиОбъекты в пределах центра города Академия тяжёлой · атлетики Далга Арена Стрелковая арена Азал Арена Баил АренаОбъекты за пределами центра города | Стадион имени Тофика Бахрамова Спортивная арена имени Гейдара Алиева Гимнастическая арена Baku Crystal Hall Дворец спорта Олимпийский стадион Дворец водных видов спорта Арена водного поло Баскетбольная арена Теннисная академия СерхедчиОбъекты в пределах центра города Академия тяжёлой · атлетики Далга Арена Стрелковая арена Азал Арена Баил АренаОбъекты за пределами центра города | Вместимость: 780           |
|                                                 | Стадион имени Тофика Бахрамова Спортивная арена имени Гейдара Алиева Гимнастическая арена Baku Crystal Hall Дворец спорта Олимпийский стадион Дворец водных видов спорта Арена водного поло Баскетбольная арена Теннисная академия СерхедчиОбъекты в пределах центра города Академия тяжёлой · атлетики Далга Арена Стрелковая арена Азал Арена Баил АренаОбъекты за пределами центра города | Стадион имени Тофика Бахрамова Спортивная арена имени Гейдара Алиева Гимнастическая арена Baku Crystal Hall Дворец спорта Олимпийский стадион Дворец водных видов спорта Арена водного поло Баскетбольная арена Теннисная академия СерхедчиОбъекты в пределах центра города Академия тяжёлой · атлетики Далга Арена Стрелковая арена Азал Арена Баил АренаОбъекты за пределами центра города | Стадион имени Тофика Бахрамова Спортивная арена имени Гейдара Алиева Гимнастическая арена Baku Crystal Hall Дворец спорта Олимпийский стадион Дворец водных видов спорта Арена водного поло Баскетбольная арена Теннисная академия СерхедчиОбъекты в пределах центра города Академия тяжёлой · атлетики Далга Арена Стрелковая арена Азал Арена Баил АренаОбъекты за пределами центра города |                            |
| Далга Арена                                     | Азал Арена | Бакинская теннисная академия | Серхедчи | Академия тяжёлой атлетики  |
| Футбол                                          | Футбол | Теннис | Настольный теннис, Гандбол | Тяжёлая атлетика           |
| Вместимость: 6 700                              | Вместимость: 1 650 | Вместимость: 2 000 | Вместимость: 3 000 | Вместимость: 500           |
|                                                 | | | |                            |